# ビニース・アップル・マナー
ビニース・アップル・マナー(英語: Beneath Apple Manor)は後にカリフォルニア大学ロサンゼルス校の副学長補佐を務めたドン・ワースが制作したゲーム。日本語文献では「アップル荘の下で」と呼ばれる事もある。
乱数によって生成された、プレイの度に異なる迷路を冒険する「ローグライクゲーム」に分類されるゲームではあるが、このゲームはジャンルの名祖であるローグ(1980年)よりも2年先行して発売されている。
Apple II用のゲームとして、1978年にザ・ソフトウェア・ファクトリーを通じて発売された。
後に画面解像度を上げた「特別版」がクオリティ・ソフトウェアを通じてApple IIとAtari 8ビット・コンピュータ向けに発売されている。
手続き型生成を利用したゲームとして最初期のものの一つである。

## ストーリー
怪物の軍団を自在に操り、数百年にもわたって略奪を繰り返していたアップル家。今ではその血筋も絶えて久しいが、その力の源泉であった「黄金のリンゴ」や蓄財した富は何処かに隠されたまま眠っているとの噂が広まる。ゲームの主人公はこの財宝を求める数多くの冒険家の一人である。焼け落ちたアップル邸の跡に地下への階段を発見した主人公は、ここから地下迷宮「ビニース・アップル・マナー（アップル邸の地下）」へと足を踏み入れていく。

## ゲーム内容
主人公は乱数によって自動生成される迷宮を下っていく。その行く手を阻む怪物として、数値的には最弱であるが主人公の鎧を弱体化させる特殊能力を持つグリーンスライム・画面に表示される事のないまま襲ってくるインビジブルストーカー・主人公を一撃で倒すこともままある最強の敵ドラゴンなどなど、種類には乏しいもののそれぞれ個性的な能力を割り振られた面々が用意されている。主人公は怪物を倒して得た経験値を消費することで自らの能力を上昇させたり、装備を購入する事によって戦力を強化する。
こうしてダンジョンの深部で「黄金のリンゴ」を獲得すればゲームクリアとなるが、これを無視してさらに迷宮の奥深くへと潜っていくことも可能である。

## 評価
70年代から80年代にかけて刊行されていた『スペースゲーマー』誌の35号では、アラン・イザベルがこのゲームを「総じて、長所が短所よりもはるかに多い。大変お勧め」と評している。
80年代に刊行されていた『ソフトライン』誌の1983年5月号ではビニース・アップル・マナーの特別版について、「グラフィックの改善、難易度の変更機能やセーブ機能の追加など、より改良されて戻ってきた。」とし、「BAMは簡単に飽きが来るようなゲームではない。初心者から上級者まで、あらゆる冒険者に対応している」と結論付けた。
80年代から00年代にかけて刊行されていた『コンピューターゲーミングワールド』誌において
ゲームジャーナリストの Scorpia は「発表当時の水準から考えても酷くスピードの遅いゲームだが、とは言え面白い」、（メモリ16KiBの Apple II用にデザインされた）「ゲームとしてはかなりよい」と述べている。